# Speckbusch

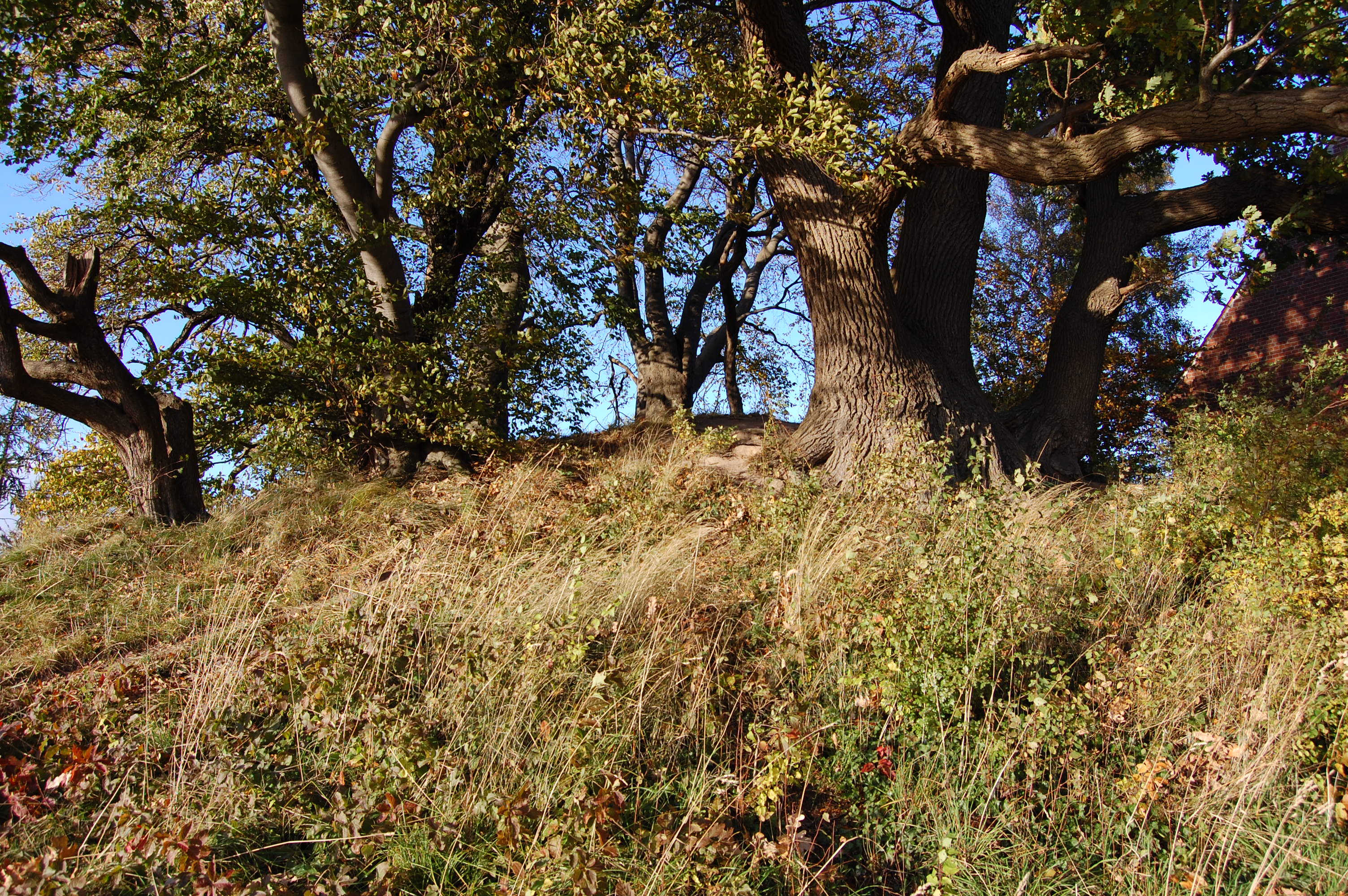
Speckbusch

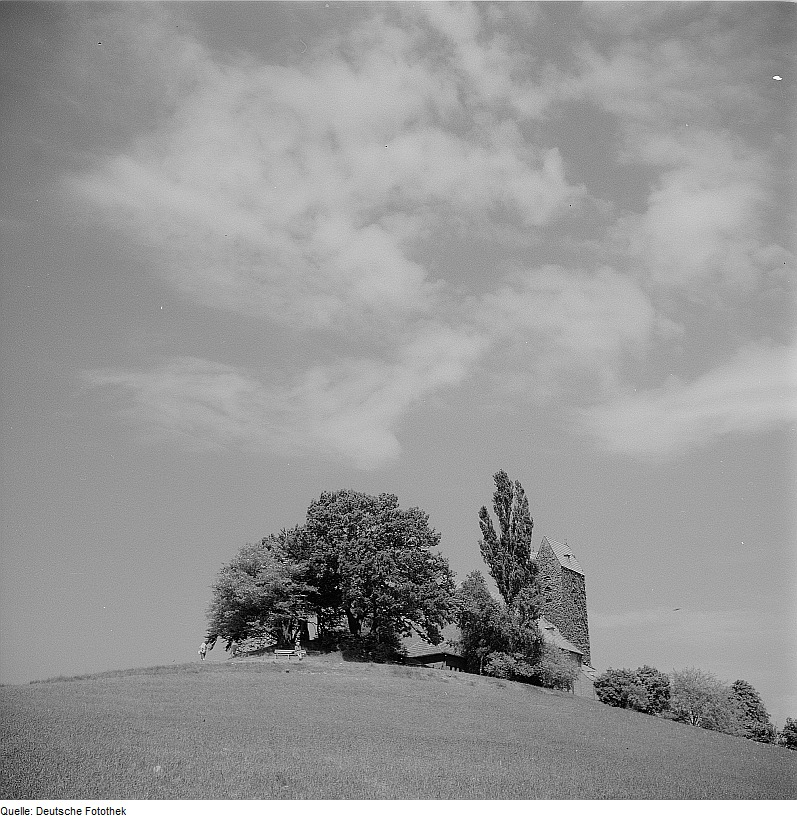
Blick auf den Speckbusch 1962

Speckbusch ist die Bezeichnung für ein aus der Bronzezeit stammendes Hügelgrab in Göhren auf der Ostseeinsel Rügen.
Der Grabhügel befindet sich unmittelbar westlich der Dorfkirche Göhren auf einer in der Eiszeit entstandenen Moränenkuppe. Der mit Steinen befestigte Grabhügel selbst hat bei einer Höhe von 3 Metern einen Durchmesser von 15 Metern und ist als Bodendenkmal geschützt. Seine Entstehung wird für die Zeit um 1000 vor Beginn der Zeitrechnung angenommen.
Der Name Speckbusch geht auf das Mittelalter zurück. Das Gebiet um die Grabanlage war zu diesem Zeitpunkt stärker bewaldet. Holz und Reisig aus dem Wald diente zur Ausbesserung, dem Specken bzw. Spicken von Straßen. Auch heute ist der Grabhügel selbst baumbestanden.

## Sage
Der Speckbusch ist auch Gegenstand einer Sage. Danach befand sich in der Nähe das Dorf Grotenhagen. Der Herr des benachbarten Gutes Philippshagen war neidisch auf die wohlhabenden Bauern von Grotenhagen. Bei einem starken Westwind ließ er das westlichste Haus des Dorfes anstecken. Grotenhagen brannte daraufhin in kurzer Zeit nieder. Die Bevölkerung rettete in höchster Not einige Habseligkeiten, so insbesondere Lebensmittel und vor allem den Speck, auf den Hügel nordwestlich des Dorfes, der seit dem Speckbusch heißt.
Das Dorf Grotenhagen gab es tatsächlich. Es musste auf Weisung des Rentmeisters Scheele des Herzogs Philipp Julius von Wollin aufgegeben werden. Die Bewohner mussten nach Middel- und Lüttenhagen übersiedeln. An der Stelle Grotenhagens entstand später das Krongut Philippshagen. Der harte Eingriff in das Leben der Menschen drückt sich wohl in der überlieferten Sage aus. Der Name ergibt sich aber aus dem benannten Specken der Straßen.